# Machias (New York, város)
Machias város az Amerikai Egyesült Államok New York államában, Cattaraugus megyében. Lakosainak száma 2310 fő (2020. április 1.).

## Népesség
A település népességének változása:

| 2010 | 2 375 |
| 2020 | 2 310 |